# Kinkora
Kinkora est un village dans le comté de Prince de l'Île-du-Prince-Édouard, au Canada, au nord-est de Borden-Carleton. Il y avait 321 habitants en 1996.

## Démographie
| 2001 | 2006 | 2011 | 2016 |
| ---- | ---- | ---- | ---- |
| 315  | 326  | 339  | 336  |

## Référence
- (en) Cet article est partiellement ou en totalité issu de l’article de Wikipédia en anglais intitulé « Kinkora, Prince Edward Island » (voir la liste des auteurs).

1. ↑  (en) « Statistique Canada - Profils des communautés de 2006 - Kinkora (Île-du-Prince-Édouard) » (consulté le 18 août 2012)
2. ↑  « Statistique Canada - Profils des communautés de 2016 - Kinkora » (consulté le 19 février 2020)